# Sake (Demokratische Republik Kongo)
Sake ist eine Stadt im Territorium Masisi in der Provinz Nord-Kivu im Osten der Demokratischen Republik Kongo an der Grenze zu Süd-Kivu. Sie liegt an einer nördlichen Bucht des Kivusees, ca. 25 km westnordwestlich von der Provinzhauptstadt Goma, am Rand eines Lavafelds in ca. 1.500 m Höhe in einem Tal des Albertine-Grabenbruchs, in der Nähe des südlichen Endes des Virunga-Nationalparks.

## Geographie
Sake liegt an der route nationale 2 (RN2), die nach Ost-Südosten durch den Nationalpark Virunga ins nahegelegene Goma mit einem internationalen Flughafen führt, in die andere Richtung führt die Nationalstraße südsüdwestlich über die Grenze nach Süd-Kivu und weiter am Kivisee entlang nach Bukavu, der Hauptstadt Süd-Kivus. In Sake beginnen ausgehend von der RN2 die route provinciale 529, die Masisi, Hauptort des Territoriums, durchquert und in Walikale, Hauptort des gleichnamigen Territoriums, an der RN3 endet, und die in schlechtem Zustand befindliche (Stand: August 2011, nach staatlicher Einschätzung) route provinciale 1030, die zur RN2 in Richtung Lubero, Hauptort des Territoriums Lubero, führt.
Die Lava stammt aus den Virunga-Vulkanen Nyiragongo und Nyamuragira, die in nordöstlicher Richtung innerhalb von 25 km Umkreis liegen und einigen kleineren Flankenvulkanen. Innerhalb von ca. 8 km Entfernung liegen etwa der Tshove und der Rumoka, Flankenvulkane des Nyamuragira. Die Lava hat Teile der Nationalstraße in Richtung Goma überflossen und den Kivusee erreicht und damit eine ca. 1 km² große Wasserfläche, an die Sake direkt angrenzt, von der Bucht des Kivusees vollständig abgetrennt. Die Wasserfläche wiederum, die die Bucht mit dem übrigen Kivusee verbindet, ist an der schmalsten Stelle nur noch ca. 160 m breit.

## Geschichte
Während der Flüchtlingskrise in der Region der Großen Seen 1994 infolge des Völkermords in Ruanda beherbergte Sake ruandische Flüchtlinge. 2002 flohen ca. 20.000 Einwohner Gomas aufgrund der Eruption des Nyiragongo nach Sake. Kämpfe zwischen Regierungstruppen und Kämpfern unter Laurent Nkunda trieben ab August 2006 tausende von Einwohnern in die Flucht. Im Zuge einer Offensive Nkundas gegen Stellungen der Regierungsarmee in Sake am 25. November 2006 und der Übernahme durch Nkunda flohen zwischen 15.000 und 20.000 Einwohner Sakes und der Umgebung. Dies war drei Tage, bevor das Oberste Gericht der Demokratischen Republik Kongo die Anfechtung des Ergebnisses der Wahl wegen Wahlbetrugs abwies. Bis zum 27. November konnte die Regierungsarmee zusammen mit UN-Truppen der MONUC Sake wieder unter ihre Kontrolle bringen.
Am 21. November 2012 übernahm die Bewegung 23. März (M23) die Kontrolle über Sake. Noch am Tag darauf kam es bei der Stadt zu Kämpfen mit Regierungstruppen, woraufhin tausende Einwohner in Richtung Goma flohen, das bereits am 20. November von der M23 eingenommen worden war. Im Vorfeld der Einnahme war es auch zu Kämpfen der M23 bzw. ihres militärischen Arms, der ARC, mit der Maï-Maï Nyatura (siehe auch Mai-Mai) gekommen. Nach zwei Resolutionen des UN-Sicherheitsrats und einem durch die Internationale Konferenz der Region der Großen Seen (ICGLR) gestellten Ultimatum zum Rückzug bis 20 km hinter Goma bis zum 26. November verließ die M23 die Stadt am Freitag, dem 30. November. Am folgenden Tag wurde die Stadt, die eigentlich Kräften der ICGLR übergeben werden sollte, von Kämpfern der Maï-Maï Nyatura übernommen. Am selben Wochenende kamen jedoch auch Kräfte der Regierungsarmee in Sake an.
Anfang 2024 umstellte die M23 die Stadt, was zur Flucht von vielen Tausend Menschen führte.
Am 23. Januar 2025 nahm die M23 die Stadt ein. Tausende Menschen flüchteten tags zuvor unter anderem per Boot über den Kivusee in die Provinzhauptstadt Goma.